# Општина Букшани (Ђурђу)
Букшани (рум. Bucşani) општина је у Румунији у округу Ђурђу.
Oпштина се налази на надморској висини од 101 m.